# Gembongan (Sigaluh)
Gembongan is een bestuurslaag in het regentschap Banjarnegara van de provincie Midden-Java, Indonesië. Gembongan telt 3114 inwoners (volkstelling 2010).